# Psalidognathus superbus
Psalidognathus superbus là một loài bọ cánh cứng trong họ Cerambycidae.